# Tetramorium impurum
Tetramorium impurum är en myrart som först beskrevs av W. Foerster 1850.  Tetramorium impurum ingår i släktet Tetramorium och familjen myror.

## Underarter
Arten delas in i följande underarter:
- T. i. gregori
- T. i. impurum

## Bildgalleri

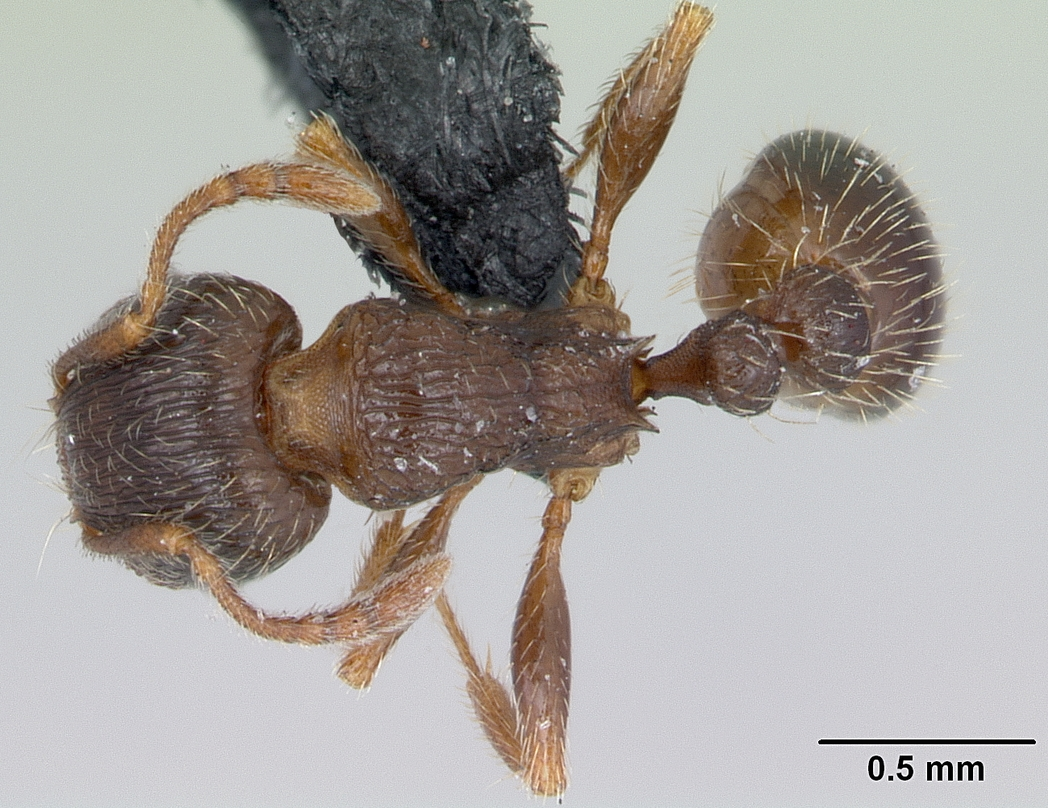
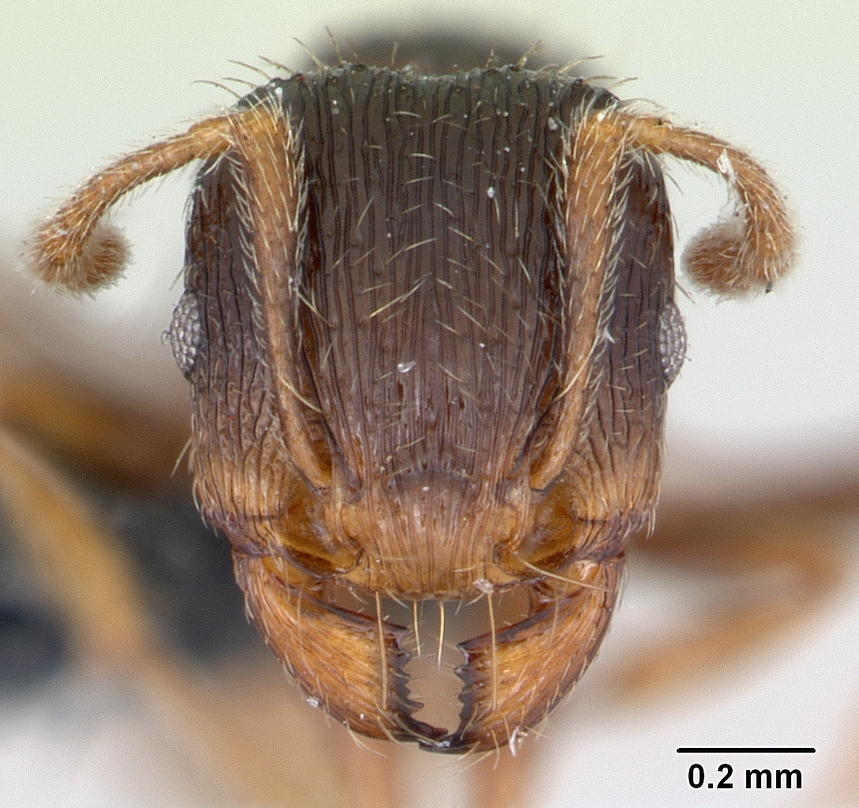
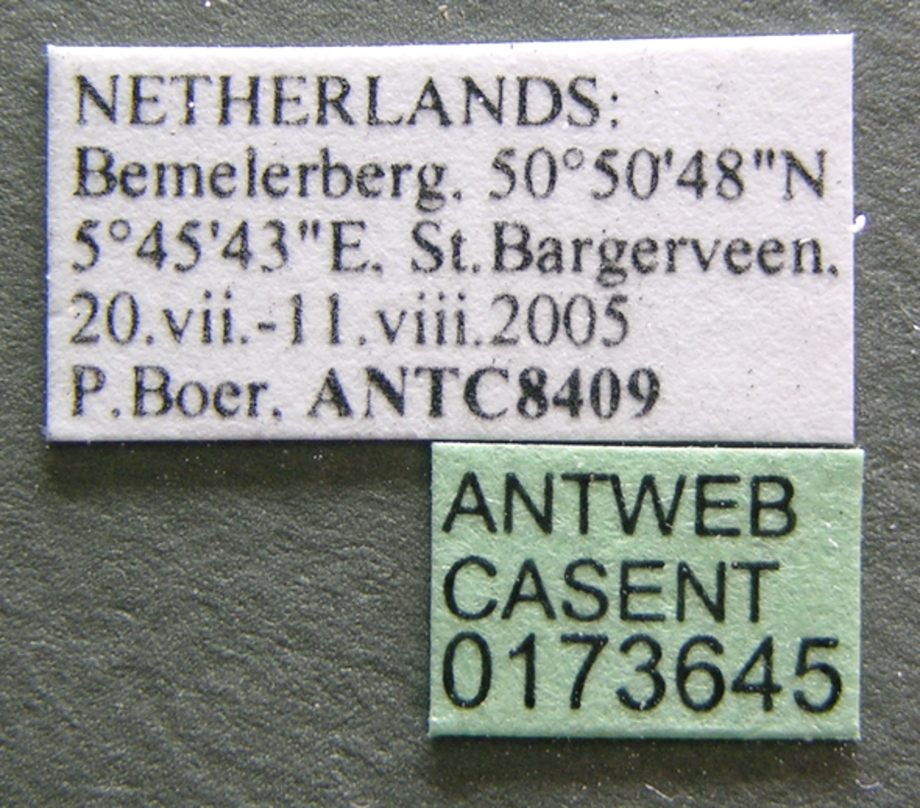
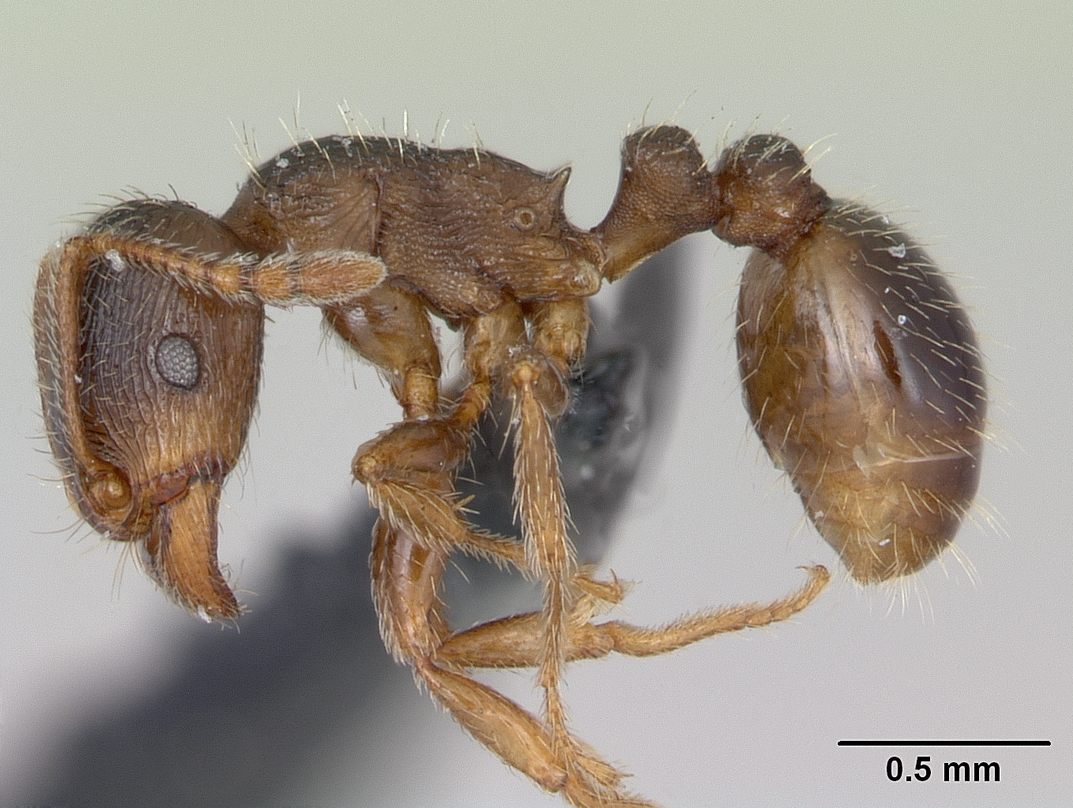
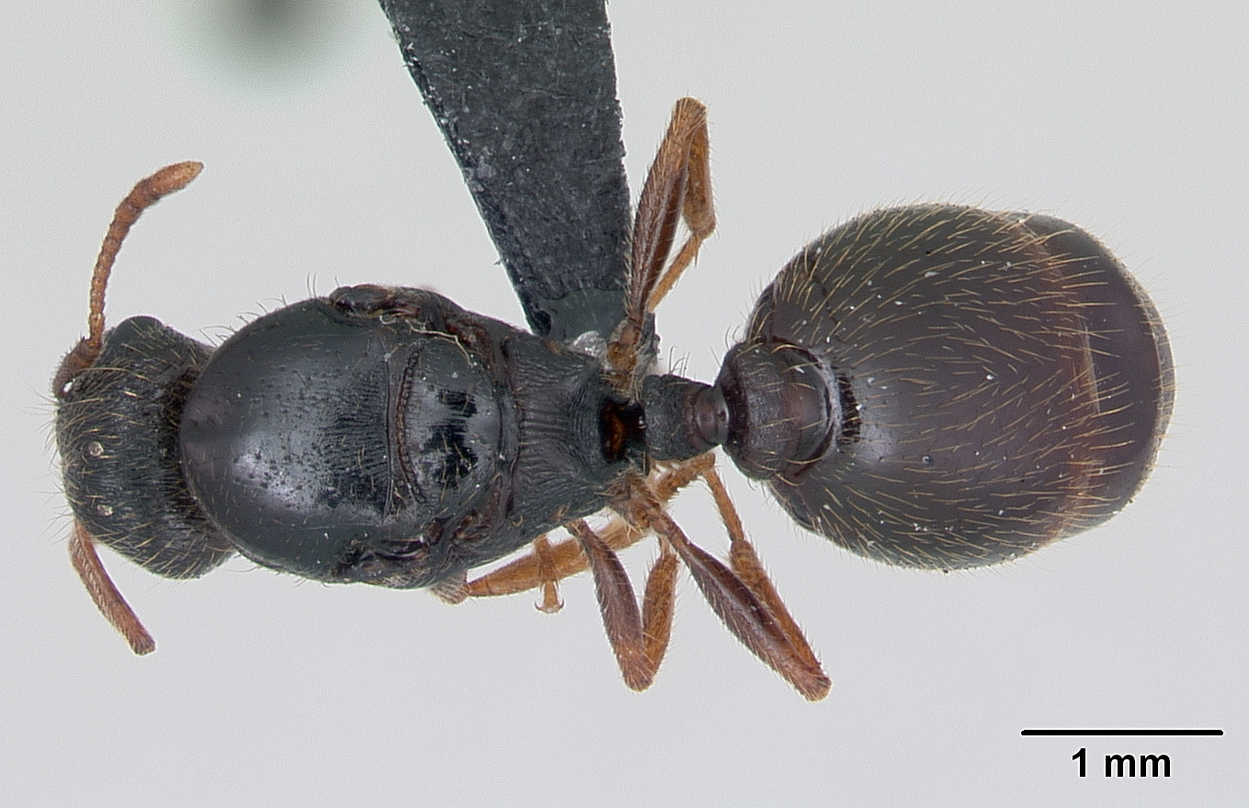
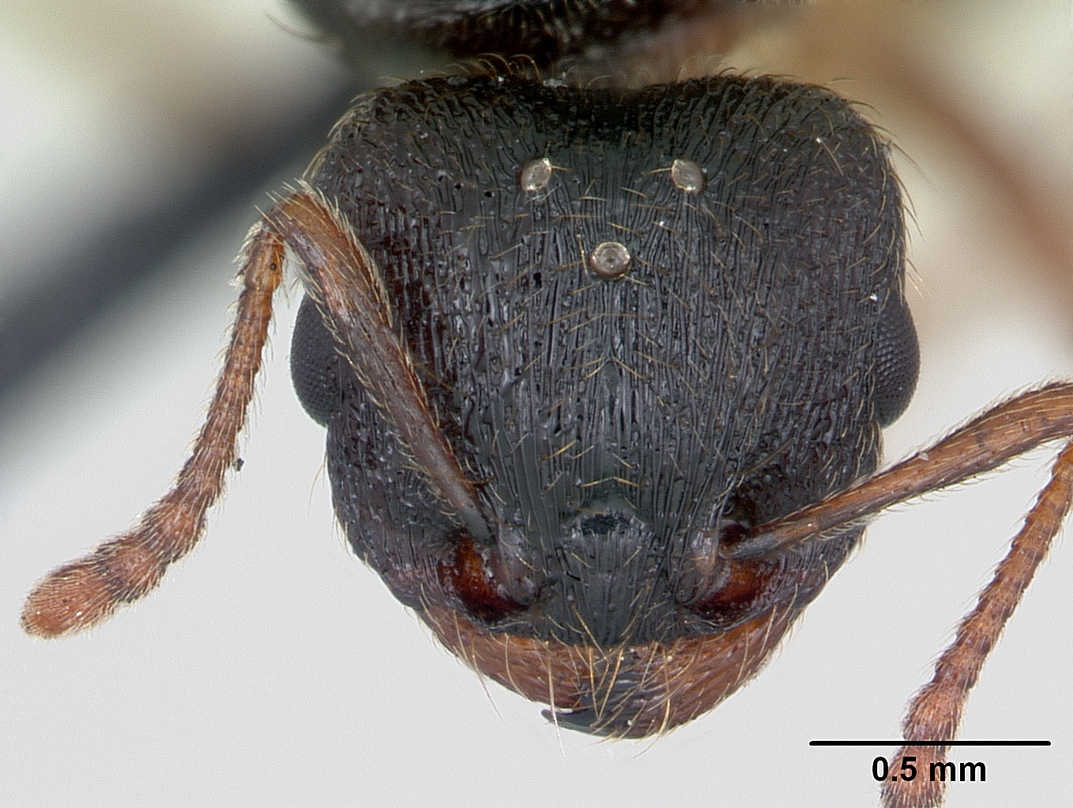